# Вракуня
Вракуня (словац. Vrakuňa) — міська частина, громада округу Братислава II, Братиславський край. Кадастрова площа громади — 10.3 км².
Населення 20107 осіб (станом на 31 грудня 2020 року).

## Історія
Вракуня згадується 1279 року.